# Calybé
Ne doit pas être confondu avec Calibé pie.
Calybé est une nymphe de la mythologie grecque. D'une union illicite avec le roi de Troie Laomédon (père de Priam), elle engendre Bucolion.
Elle ne doit pas être confondue avec une autre Calybé, vieille prêtresse de Junon, qui apparaît dans l'Énéide de Virgile : au chant VII (vers 404 et suivants), Allecto, l'une des Érinyes ou Furies, prend les traits de cette Calybé pour apparaître à Turnus dans son sommeil et le dresser contre Énée et les arrivants troyens.

## Sources
- Pseudo-Apollodore, Bibliothèque [détail des éditions] [lire en ligne] (III, 12, 3).